# Lophocebus osmani
Lophocebus osmani (лат.) — вид обезьян из семейства мартышковых, один из видов рода Бородатые мангобеи. До 2007 года считался подвидом Lophocebus albigena, был выделен в отдельный вид по совокупности морфологических признаков. Видовое латинское название дано в честь британского биолога Уильяма Чарльза Османа Хилла (1901—1975).
Тело стройное с длинными конечностями и длинным хвостом. Окраска меха на спине чёрно-коричневого цвета, нижняя сторона светлее, часто жёлто-серого цвета. Морда вытянутая, бакенбарды на лице серого или золотисто-жёлтого цвета. Плечи покрывают длинные, красно-коричневые волосы.
Встречается в сухих тропических и субтропических лесах на Камерунском нагорье от границы с Нигерией на западе до Восточной провинции. Обитает в лесах на высоте 600 метров над уровнем моря.
Об образе жизни этого вида известно очень мало. Вероятно, как и гривистый мангабей ведёт дневной, древесный образ жизни, держась небольшими группами и питаясь фруктами, орехами и мелкими животными.
Для установления природоохранного статуса вида МСОП необходимо произвести срочную оценку численности популяции.